# Lactarius obscuratus
Lactarius obscuratus és una espècie de fong de l'ordre dels russulals (Russulales). El làtex és poc abundant, aquós, blanc, immutable i suau. És un bolet no comestible amb una àmplia distribució holàrtica, incloent-hi els Països Catalans.

## Descripció
- El barret mesura d'1 a 2 cm de diàmetre. En els exemplars joves té un aspecte arrodonit, més o menys aplanat, i sovint amb un umbó o protuberància central. En envellir, el centre esdevé deprimit, de manera que pren un aspecte d'embut. Generalment, l'umbó es manté, malgrat que sovint és absent o poc evident. La superfície del barret és d'un color que va del bru ataronjat al bru vermellós, amb tons més pàl·lids vers el marge i més olivacis al centre. És llisa, sense ornamentacions a excepció del marge, que generalment és estriat.
- Les làmines són denses, gruixudes, de color crema carni, i s'estenen una mica per la cama. Les lamèl·lules són abundants. L'aresta és sencera i del mateix color que la resta de la làmina.
- La cama mesura 1-2 x 0,2-0,4 cm i és cilíndrica, plena, de color més pàl·lid que el barret i finament enfarinada (de pruïnosa a fibril·losa), sobretot vers l'extrem superior.
- L'esporada és blanquinosa. Les espores, que mesuren 6-8 x 5,5-6,5 micres, són amplament el·lipsoidals, amb berrugues grosses, poc denses, que poden arribar a formar crestes o un reticle incomplet. Els basidis són tetraspòrics.
- La carn és prima, de color crema ataronjat, inodora i de sabor suau o una mica amargant. El làtex és poc abundant, aquós, blanc, immutable i suau.[10][11][12][13][14]

## Hàbitat i distribució geogràfica
És freqüent en el seu hàbitat (boscos de ribera i entre 500 i 1.500 m d'altitud) i fructifica sota verns (Alnus glutinosa), sovint en grups nombrosos, des del pla fins a l'estatge subalpí i de finals de la primavera a la tardor (des del maig fins al novembre). Es troba a Europa (Àustria, Dinamarca, Estònia, Finlàndia, França, Alemanya, Itàlia -com ara, la Llombardia-, Irlanda, Luxemburg, Noruega, Polònia, Eslovènia, l'Estat espanyol -incloent-hi el massís del Montseny-, Suècia, Suïssa i la Gran Bretanya), Amèrica (el Canadà, els Estats Units -entre d'altres, Washington-, Mèxic i l'Equador), el Pakistan (com ara, Gilgit-Baltistan) i el Japó.

## Comestibilitat
És una espècie no comestible.